# Trevis Gipson
Trevis Gipson (Cedar Hill, Texas, 13 de junio de 1997) es un jugador profesional estadounidense de fútbol americano que se desempeña en la posición de linebacker en Tennessee Titans, equipo de la National Football League (NFL).

## Carrera
Fue seleccionado en la quinta ronda en la Reunión Anual de Selección de Jugadores de la NFL de 2020. Hizo su debut profesional con el equipo Chicago Bears, en el cual jugó cuatro temporadas (2020-2023), luego pasó a Tennessee Titans, donde lleva jugando una temporada.